# Дочка Монтесуми
«Дочка Монтесуми» (або Дочка Монтезуми; англ. Montezuma's Daughter) — історичний роман Генрі Райдера Гаґґарда, опублікований 1893 року. Його дія відбувається на тлі завоювання Мексики Кортесом, за часів правителя Монтесуми.
Оповідь ведеться від імені англійця Томаса Вінґфілда, який після низки пригод опиняється в складі іспанської експедиції до берегів Нової Іспанії, де перед ним відкривається екзотичний світ ацтеків. Він бере за дружину дочку імператора і здійснює план відплати своєму давньому противнику.
Як і в інших пригодницьких романах вікторіанської епохи, тубільців показано як шляхетних дикунів — жорстоких, але по суті наївних варварів. Головний герой співчуває загибелі цивілізації, яка така не схожа на європейську, і симпатизує радше місцевим жителям, аніж європейським колоністам.

## Персонажі
Англійці:
- Томас Вінгфілд — головний герой роману, наполовину англієць, наполовину іспанець, який вирушає в небезпечну подорож, щоб знайти та покарати вбивцю своєї матері.
- Джеффрі Вінгфілд — старший брат Томаса та його суперник у боротьбі за руку та серце Лілі Бозард.
- Мері Вінгфілд — молодша сестра Томаса, згодом — дружина Вілфріда Бозарда.
- Лілі Бозард — дочка англійського сквайра, кохана та наречена Томаса Вінгфілда.
- Вілфрід Бозард — старший брат Лілі Бозард, чоловік Мері.

Іспанці:
- Луїса де Гарсіа — іспанська шляхтянка, що втекла до Англії зі своїм коханим, мати Томаса, Джеффрі та Мері.
- Андрес де Фонсека — хранитель таємниць міста Севілья, який надає різні послуги людям, які потрапили в скрутне становище.
- Хуан де Гарсіа — двоюрідний брат Луїси та її колишній наречений.
- Ізабелла де Сігуенса — черниця, яку Хуан де Гарсіа спокусив і покинув.
- Ернан Кортес — іспанський конкістадор, завойовник Мексики.
- Берналь Діас — іспанський конкістадор, учасник експедиції Ернана Кортеса.

Індіанці:
- Монтесума II — імператор ацтеків.
- Отомі — дочка імператора ацтеків Монтесуми та жінки з народу отомі, сестра Куаутемока, дружина Томаса Вінгфілда.
- Куаутемок — племінник Монтесуми, а після смерті свого дядька — останній імператор ацтеків.
- Куітлауак — брат Монтесуми, який короткий час правив Анауаком.
- Марина — коханка Кортеса.

## Сюжет
Дія роману відбувається у XVI столітті. Батько головного героя — англійський шляхтич на прізвище Вінгфілд — одружився з іспанською шляхтянкою Луїсою де Гарсіа і, всупереч волі її сім'ї, відвіз її з собою до Англії. Через 20 років до Англії прибуває Хуан де Гарсіа — двоюрідний брат і колишній наречений Луїси. Хуан і Луїса зустрічаються в гаю неподалік маєтку Вінгфілдів, Хуан пропонує коханій повернутися з ним до Іспанії, а отримавши відмову, вбиває її. Перед смертю Луїса передбачає, що Хуан де Гарсіа помре від руки її сина.
Трохи пізніше де Гарсіа випадково зустрічає Томаса Вінгфілда, молодшого сина Луїзи, і, згадавши пророцтво, вирішує вбити його. Однак Томасу щастить — він перемагає іспанця і прив'язує його до дерева. Томас ще не знає, що де Гарсіа вбив його матір, тому спокійно залишає супротивника і вирушає на побачення зі своєю коханою Лілі Бозард. Хуану де Гарсіа вдається звільнитися та втекти. Коли з'ясовуються обставини смерті Луїси, батько Томаса звинувачує сина в тому, що з його вини вбивця матері уникнув відплати. Томас клянеться батькові, що переслідуватиме де Гарсіа, доки не знайде і не вб'є його. Перед від'їздом до Іспанії Томас прощається з Лілі, і вони дають один одному клятву вірності.
Томас прибуває до Севільї, де вступає на службу до Андреса де Фонсеки — фахівця з вирішення різноманітних делікатних проблем, який у курсі всіх таємниць та інтриг міста. Через кілька місяців Томас випадково зустрічається з де Гарсіа, проте їхній поєдинок перериває міська варта, і де Гарсіа знову вдається вислизнути. Томас повертається до свого життя помічника Фонсекі, проте літній іспанець невдовзі вмирає, заповівши все своє величезне становище Томасу, якого встиг прив'язатися. Отримані гроші Томас відправляє до Англії, у розпорядження Лілі Бозард, а сам, дізнавшись, що де Гарсіа вирушив до Америки, пускається у далеке плавання до берегів Нового Світу.
Корабель зазнає трощі. Томас і ще кілька людей, що вижили, дрейфують у відкритому океані в шлюпці, поки їх не підбирає іспанський корабель. За фатальним збігом обставин, одним із офіцерів на іспанському кораблі виявляється Хуан де Гарсіа. За його наговором Томаса замикають у трюмі разом із чорними рабами, а коли на судні починається епідемія лихоманки, викидають за борт. Томасу вдається врятуватися в бочці, яку викинули з корабля, як сміття, і дістатися берега, де його знаходять місцеві індіанці. Спершу вони хочуть принести білу людину (теуля) в жертву, але племінник короля ацтеків Монтесуми — принц Куаутемок — наполягає на тому, що теуля треба доставити до короля. За час подорожі до Теночтітлана Томас встигає вивчити мову ацтеків і потоваришувати з принцом Куаутемоком. При дворі Монтесуми Томас знайомиться з Отомі — дочкою Монтесуми, принцесою народу отомі, і між ними виникає симпатія. За рішенням жерців Томас змушений протягом року зображати втілення бога Тецкатліпоки, а після цього його мають принести в жертву. Отомі (в рамках ритуалу) стає дружиною Томаса, хоча він і признається їй, що кохає іншу. Тим часом іспанські конкістадори, очолювані Кортесом, просуваються все глибше у володіння ацтеків і беруть в облогу Теночтітлан. Отомі добровільно погоджується розділити долю свого чоловіка і лягає поруч із ним на жертовний камінь, і Томас освідчується їй у коханні. Жертвопринесення в останній момент переривають конкістадори, які захопили теокалі. За іронією долі, Томаса рятує Хуан де Гарсіа, який спочатку не впізнав свого ворога. Томасу вдається втекти. Оскільки повторне жертвопринесення боги не приймуть, ацтеки приймають Томаса вже не як теуля, а як рівного собі.
Кортес бере імператора Монтесуму в полон, а по смерті імператора ацтеків влада переходить до Куаутемоку. Втративши свій козир в особі царственного заручника, іспанці покидають Теночтітлан. Куаутемок, Томас і кілька вірних індіанців вивозять із міста скарби Монтесуми і закопують їх у печері, щоби золото не дісталося іспанцям. Незабаром конкістадори повертаються разом з армією ворожого ацтекам індіанського племені тласкаланців і беруть в облогу Теночтітлан. Індіанці на чолі з Куаутемоком обороняють місто так довго, як це можливо, але, зрештою, змушені здатися на милість переможця. Кортес наказує Хуану де Гарсіа піддати Томаса і Куаутемока тортурам, щоб дізнатися у них, де приховані скарби Монтесуми, проте це не дає результатів. Індіанка Марина, коханка Кортеса, яку пов'язують з Томасом пута дружби, допомагає йому й Отомі втекти зі зруйнованого іспанцями міста.
Втікачі знаходять притулок у місті Сосен. Протягом 14 років Томас, разом зі своєю дружиною, править народом отомі, поки іспанці під командуванням Берналя Діаса не беруть в облогу місто. Томас дізнається, що серед іспанців і його ворог Хуан де Гарсіа. Усвідомлюючи, що шляхів до порятунку немає, жінки під керівництвом Отомі здійснюють кривавий ритуал, принісши в жертву Віцилопочтлі полонених тласкаланців (полонених-іспанців Томасу вдалося таємно звільнити), і вчиняють самогубство (всі, крім Отомі). Томас оголошує іспанцям про здачу міста в обмін на збереження життя своїй сім'ї та своїм людям. Хуан де Гарсіа вбиває єдиного сина Томаса, який залишився живим, після чого старі вороги нарешті зустрічаються для останнього поєдинку на вершині вулкана. Де Гарсіа божеволіє, бореться з примарами і врешті-решт падає в жерло вулкана. Отомі, не перенісши смерті сина і зміненого ставлення чоловіка (після того як Томас побачив ритуал жертвопринесення, він заборонив Отомі називати його своїм чоловіком), приймає отруту. Перед смертю вона прощається з Томасом і просить його повернутися на батьківщину до тієї дівчини, яку він кохав усі ці роки.
Втративши все, що пов'язувало його зі світом індіанців, Томас повертається до Англії. Лілі Бозард, яка зберегла вірність своєму коханому, якого вже 20 років усі вважали загиблим, прощає йому зраду й життя з іншою жінкою та погоджується стати його дружиною. Подальше життя Томаса проходить у спокої, поруч із коханою дружиною, хоча спогади про Отомі та їхніх загиблих дітей продовжують його мучити. Усі його діти з Лілі вмирають у дитинстві. Наприкінці свого життя, після смерті Лілі, Томас вирішує написати історію свого життя. Закінчення розповіді припадає на 1588 рік.